# Coppa del Generalissimo 1953 (pallacanestro maschile)
La Coppa del Generalissimo 1953 è stata la 17ª Coppa del Generalissimo di pallacanestro maschile.

## Coppa della Federazione
Si è giocata una fase preliminare in cui i 18 campioni provinciali sono stati divisi in quattro concentramenti per disputare un turno di qualificazione a Ceuta, San Sebastián, Alicante e Salamanca. I quattro rispettivi vincitori si sono riuniti a Madrid per giocare la Coppa della Federazione spagnola di pallacanestro (in spagnolo Copa Federación Española de Baloncesto). Tutte le partite si sono giocate al Frontón Fiesta Alegre. I primi due accedono alla FEB Cup, insieme ad altri sei campioni provinciali, divisi in due gironi. Le partite si sono giocate dal 10 aprile al 12 aprile.
| Pos. | Squadra            | G | V | P | PF  | PS  | DP  | Pt |
| ---- | ------------------ | - | - | - | --- | --- | --- | -- |
| 1.   | UA Ceutí           | 3 | 3 | 0 | 102 | 88  | +14 | 6  |
| 2.   | Solvay             | 3 | 2 | 1 | 112 | 86  | +26 | 5  |
| 3.   | Ciudad Jardín      | 3 | 1 | 2 | 85  | 95  | -10 | 4  |
| 4.   | Club Campo de Tiro | 3 | 0 | 3 | 87  | 117 | -30 | 3  |

## Coppa FEB
Tutte le partite si giocano al Frontón Fiesta Alegre di Madrid. I campioni di questi due gironi accedono al campionato spagnolo insieme alle migliori squadre dei tornei regionali di Madrid e Catalogna. Le partite si sono giocate dal 17 aprile al 19 aprile. 

### Gruppo I
| Pos. | Squadra          | G | V | P | Pt |
| ---- | ---------------- | - | - | - | -- |
| 1.   | Español FJ       | 3 | - | - | -  |
| 2.   | CD Hispania      | 3 | - | - | -  |
| 3.   | CM Pedro Cerbuna | 3 | - | - | -  |
| 4.   | UA Ceutí         | 3 | - | - | -  |

### Gruppo II
| Pos. | Squadra        | G | V | P | Pt |
| ---- | -------------- | - | - | - | -- |
| 1.   | EN Bazán       | 3 | - | - | -  |
| 2.   | GC Covadonga   | 3 | - | - | -  |
| 3.   | SEU Valladolid | 3 | - | - | -  |
| 4.   | Solvay         | 3 | - | - | -  |

## Fase a gironi

### Gruppo I
| Pos. | Squadra                   | G | V | P | PF  | PS  | DP  | Pt |
| ---- | ------------------------- | - | - | - | --- | --- | --- | -- |
| 1.   | Club Joventut de Badalona | 3 | 2 | 1 | 171 | 127 | +44 | 5  |
| 2.   | FC Barcelona              | 3 | 2 | 1 | 146 | 130 | +16 | 5  |
| 3.   | RCD Español               | 3 | 2 | 1 | 151 | 150 | +1  | 5  |
| 4.   | Español FJ                | 3 | 0 | 3 | 95  | 156 | -61 | 3  |

### Gruppo II
| Pos. | Squadra                 | G | V | P | PF  | PS  | DP  | Pt |
| ---- | ----------------------- | - | - | - | --- | --- | --- | -- |
| 1.   | Real Madrid             | 3 | 3 | 0 | 197 | 142 | +55 | 6  |
| 2.   | Club Atlético de Madrid | 3 | 2 | 1 | 179 | 185 | -6  | 5  |
| 3.   | CB Estudiantes          | 3 | 1 | 2 | 197 | 189 | +8  | 4  |
| 4.   | EN Bazán                | 3 | 0 | 3 | 187 | 244 | -57 | 3  |

## Tabellone
|  | Semifinali        | Semifinali        | Semifinali       | Semifinali | Semifinali |  |  | Finale            | Finale            | Finale |  |
|  |                   |                   |                  |            |            |  |  |                   |                   |        |  |
|  | Barcellona        | Barcellona        | 46               | 33         | 53         |  |  |                   |                   |        |  |
|  | Joventut Badalona | Joventut Badalona | 38               | 66         | 58         |  |  | Joventut Badalona | Joventut Badalona | 41     |  |
|  | Real Madrid       | Real Madrid       | Real Madrid      | 74         | 67         |  |  | Real Madrid       | Real Madrid       | 39     |  |
|  | Collado Villalba  | Collado Villalba  | Collado Villalba | 56         | 50         |  |  |                   |                   |        |  |

## Finale
| Arbitri: | Luciano Sánchez Martínez Gombao |

|           |            |               |
| Oller 10  | Punti      | 13 Pinedo     |
| José Grau | Allenatori | Freddy Borrás |